# Zbigniew Trybek

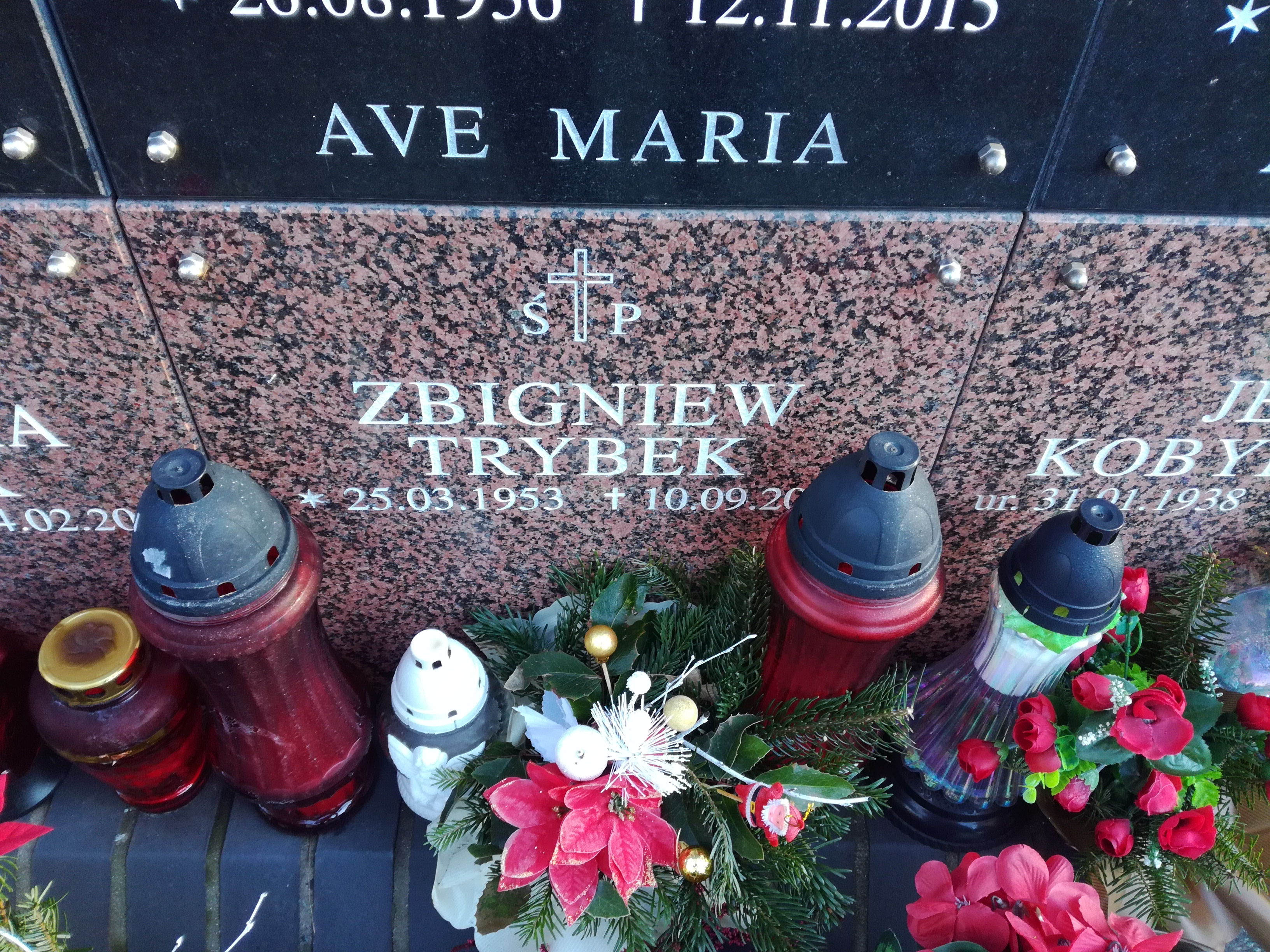
Grób Zbigniewa Trybka w kolumbarium cmentarza Srebrzysko w Gdańsku

Zbigniew Trybek (ur. 25 marca 1953 w Świnoujściu, zm. 10 września 2006 w Warszawie) – polski fotoreporter.

## Życiorys
Ukończył IX Liceum Ogólnokształcące w Gdańsku. W 1972 roku rozpoczął studia na Politechnice Gdańskiej, które przerwał w połowie. W latach 1973–1975 pełnił funkcję redaktora naczelnego „Kroniki Studenckiej”, był aktywnym działaczem Gdańskiego Klubu Dziennikarzy Studenckich. W latach 1979–1981 pracował jako fotoreporter tygodnika „Czas”. 
W sierpniu 1980 trafił jako pierwszy fotoreporter na teren Stoczni Gdańskiej i dokumentował przebieg strajku robotników. Był jednym z dwóch fotoreporterów, którym pozwolono sfotografować akt podpisania porozumienia z 31 sierpnia 1980. Brał udział w powstaniu NSZZ „Solidarność” w środowisku dziennikarskim. Członek Prezydium Komisji Zakładowej Solidarności w Gdańskim Wydawnictwie Prasowym. W latach 1982–1990 był fotoreporterem tygodnika „Wybrzeże”. W 1990 roku współzałożyciel Agencji Dziennikarzy Fopress. 
Autor zdjęć do filmów dokumentalnych: „Młodopolacy” (1999), „Świat i Solidarność” (2005), „18 strajkowych dni” (2005). 
Laureat wielu konkursów fotograficznych. W 1980 roku otrzymał nagrodę Klubu Fotografii Prasowej Stowarzyszenia Dziennikarzy Polskich, w 1981 nagrodę wojewody gdańskiego za współautorstwo albumu „Solidarność ’80”. 
Został pochowany na cmentarzu Srebrzysko w Gdańsku w kolumbarium.
Fotografie Zbigniewa Trybka znajdują się w Archiwum Ośrodka KARTA.
Publikacje:
- Solidarność – sierpień 1980 (współautorzy: Ryszard Wesołowski, Stanisław Ossowski), Wydawnictwo Morskie, Gdańsk 1980.
- Oni tworzyli Solidarność, Gdańsk 2000.

Wybrane wystawy:
- wystawa fotoreporterów „Czasu” pt. „Zapis chwili” (1979) i „Sierpień ’80” (1981).